# Kostel Nanebevzetí Panny Marie (Chotěborky)
Kostel Nanebevzetí Panny Marie je římskokatolický filiální, dříve farní kostel v Chotěborkách, části obce Vilantice. Patří do farnosti Dvůr Králové nad Labem. Je chráněn jako kulturní památka České republiky.

## Historie
Původně gotický kostel Nanebevzetí Panny Marie byl postaven na místě staršího dřevěného kostelíka umístěného uvnitř hradištního opevnění, který vyhořel. Doložený je v roce 1348, kdy byl založen nový oltář. Z původní gotické architektury je zachován jižní portál z první poloviny 14. století. Za husitských válek byl kostel vyloupen, později byl opraven. V první polovině 18. století byl barokně přestavěn do dnešní podoby.

## Architektura
Orientovaná jednolodní stavba s kněžištěm, odkloněným od osy lodi na jih, kde je i sakristie. Před západním průčelím je předsíň, sokl je kamenný, okna lunetová s plochými šambranami a břidlovou valbou. Uprostřed nad lodí se nachází sanktusník s cibulí, lucernou a bání. Šindelová krytina byla obnovena v roce 2000. Do lodi na jihu je umístěn kamenný hrotitý gotický portál, ostění ze tří oblých prutů je z 1. poloviny 14. století. Nad ním se nachází znak pánů z rodu Rýzmburků. Ti měli v modrém štítě zlatý třmen, krydla modrá a zlatá, klenot paví kytle se zlatým třmenem. Erb patřil Aleši z Rýzmburka, který spolu s Vojkem ze Vřešťova založil roku 1348 nový oltář a kaplanství při zdejším kostele. Kruchta leží na dvou toskánských sloupech, z nichž jeden je zakotven na náhrobníku Václava Kordule a jeho tří manželek (z roku 1559). Kazatelna byla postavena v roce 1880, zdobí ji obraz svatého Jana Křtitele.

## Interiér
Hlavní oltář v současné podobě z roku 1876 – architektura sloupová, trojkřídlá s obrazy. Obraz Nanebevzetí Panny Marie je z doby kolem roku 1700 a opraven byl v roce 1876. Na stěnách kněžiště jsou polychromované dřevěné sochy svatého Rocha a svatého Jana Křtitele z poloviny 18. století. Křtitelnice je kamenná s dřevěným víkem se skupinou křtu Krista Pána z roku 1700. V roce 1876 byl postaven postranní oltář svatého Josefa, další ozdobou kostela jsou obrazy svatého Josefa a svaté Anny a obrazy Křížové cesty. Sochu Panny Marie Lurdské daroval roku 1900 pan Antonín Prokeš. Barokní lavice pochází z 1. poloviny 18. století. Majetkem kostela je též obraz svatého Jana Nepomuckého od Petra Brandla.

## Okolí kostela
U kostela je samostatně stojící pozdně gotická roubená zvonice z konce 16. století. Má osmibokou dolní část a vysokou jehlanovitou střechu krytou šindelem. Okenní otvory zvonového patra kryjí výklopné okenice. Je to jediná zvonice v Čechách s konstrukcí nahoru sbíhavého hranolu štenýřů (čtyř rohových nosných sloupů). Za I. a II. světové války byly zrekvírovány zvony z let 1548, 1555 a 1618. Dnes je ve zvonici zavěšen větší zvon z roku 1576 a umíráček z roku 1928. Jde o jednu z nejcennějších zvonic v Čechách.
Na návsi před kostelem se nachází barokní sloup sv. Jana Nepomuckého z doby kolem roku 1730. Sloup je dílem buď barokního sochař Matyáše Bernarda Brauna, nebo byl vytvořen v jeho dílně (dílně bratří Pacáků), která pracovala pro šlechtický rod Šporků. Od r. 1958 je sloup chráněnou nemovitou kulturní památkou.
Z doby okolo roku 1740 pochází kamenný barokní portál s reliéfem Nanebevzetí Panny Marie ve hřbitovní zdi, vytvořený v dílně bratří Pacáků. Ve hřbitovní zdi je zasazeno 11 náhrobníků, většinou se znaky majitelů hradu Vřešťova a Kordulů ze Sloupna, kteří zde byli pohřbíváni. Nejstarší náhrobník je z roku 1546. Náhrobníky byly původně umístěny v kostele, později při stavebních úpravách kostela byly vsazeny do hřbitovní zdi.

## Bohoslužby
Bohoslužby se konají v neděli v 8.00.

## Fotogalerie

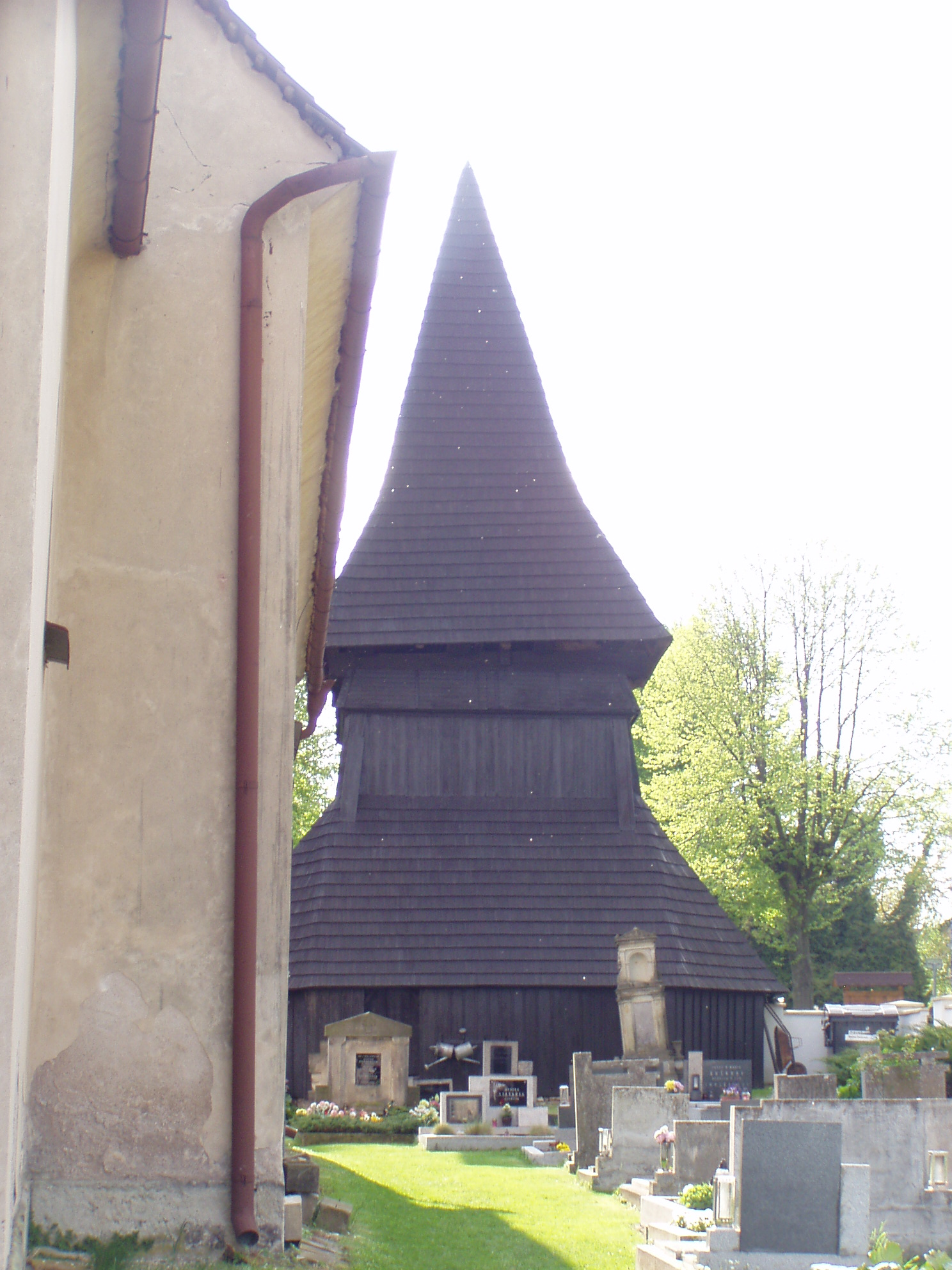
Zvonice
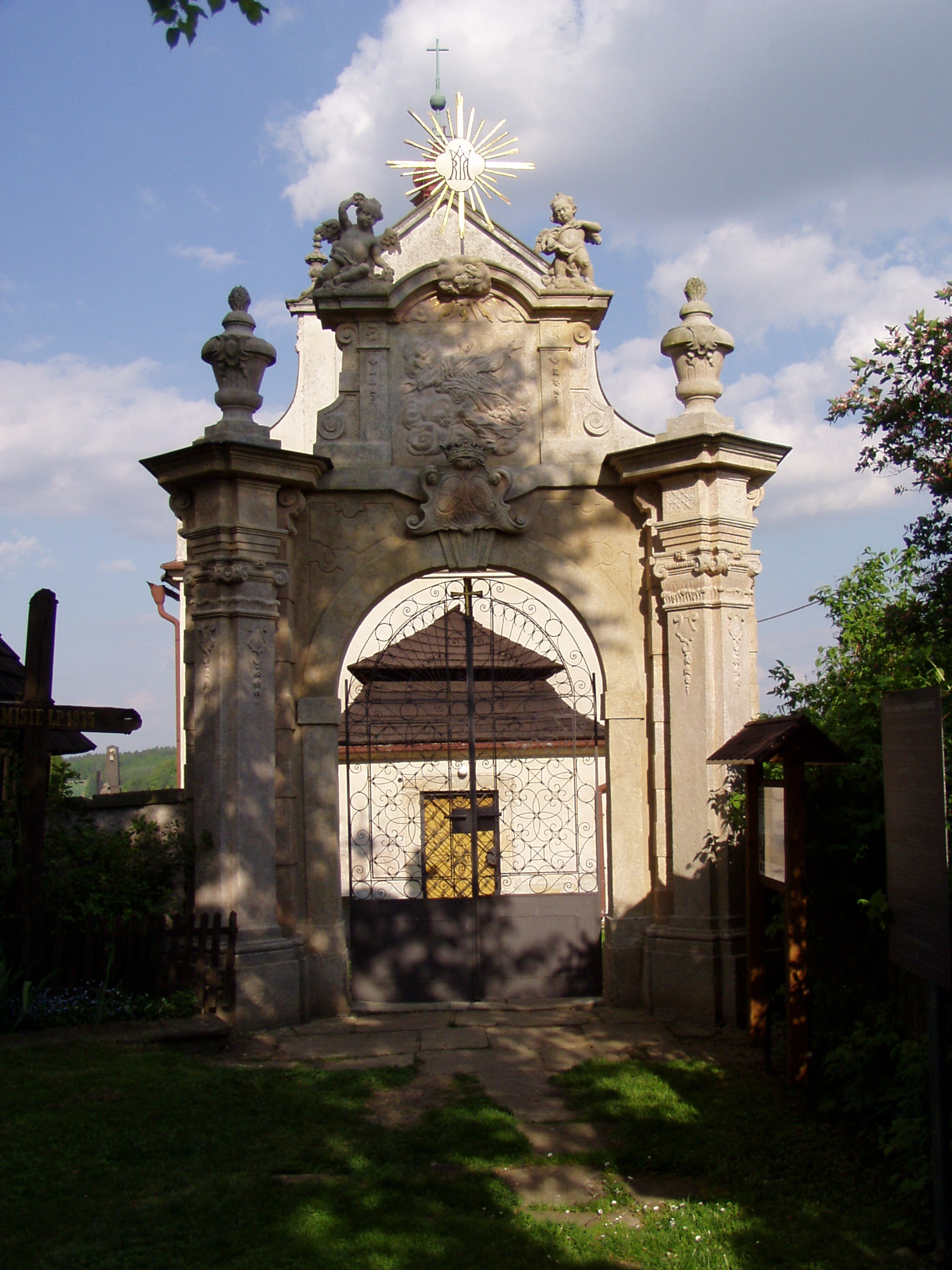
Portál
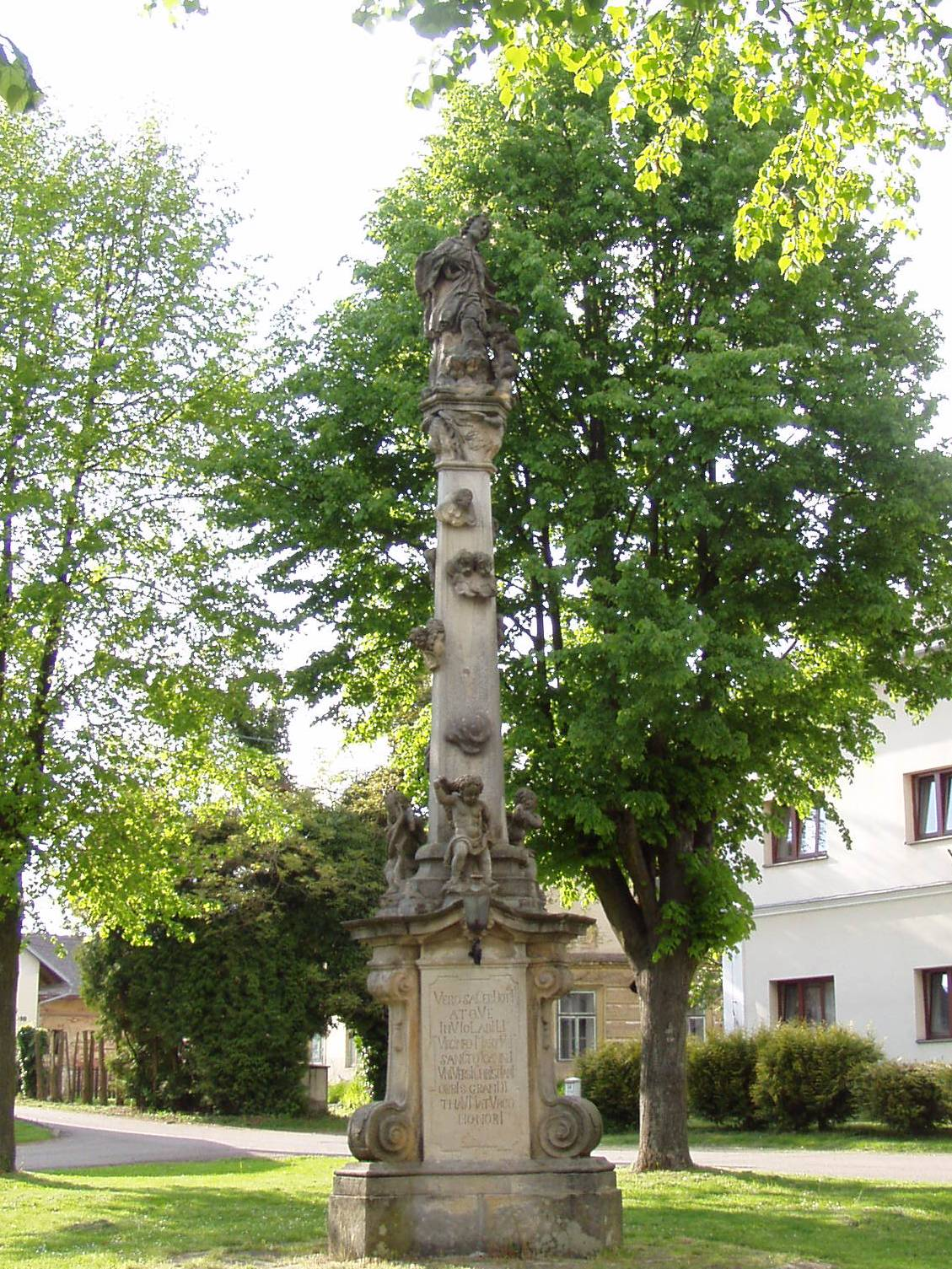
Socha sv. Jana Nepomuckého
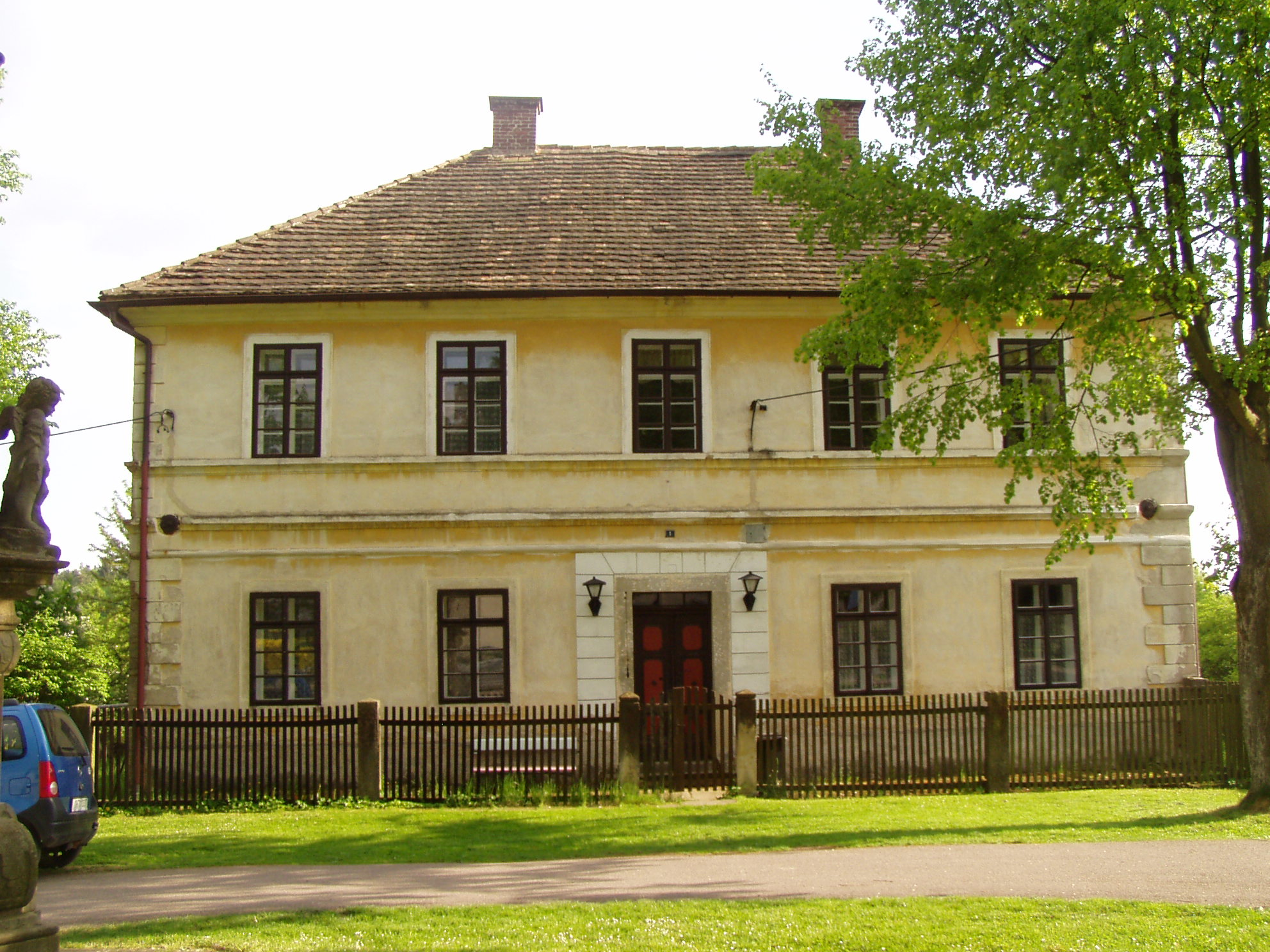
Fara z roku 1853